# Notre-Dame de Paris (roman)
Pour les articles homonymes, voir Notre-Dame de Paris.
Notre-Dame de Paris (titre complet : Notre-Dame de Paris. 1482) est un roman historique de l'écrivain français Victor Hugo, publié en 1831.
Le titre fait référence à la cathédrale Notre-Dame de Paris, qui est le lieu de l'intrigue du roman.

## Présentation

### Structure
Le roman se compose de cinquante-neuf chapitres répartis en onze livres de longueur inégale.
Victor Hugo écrit son manuscrit de septembre 1830 à janvier 1831. La taille de celui-ci ne permettant pas la publication en deux volumes, comme prévu initialement avec son éditeur Charles Gosselin, en mars 1831, trois chapitres sont retirés de la première édition par l'auteur. Il s'agit du chapitre « Impopularité » (IV, 6) ainsi que les deux chapitres formant le livre V (« Abbas beati Martini » et « Ceci tuera cela »).
Pour la deuxième édition du roman, considérée comme définitive car incluant ces trois chapitres, parue chez Eugène Renduel en décembre 1832, Hugo s'amusa à inventer, dans la préface, une histoire de feuillets manuscrits perdus et retrouvés,.

### Résumé

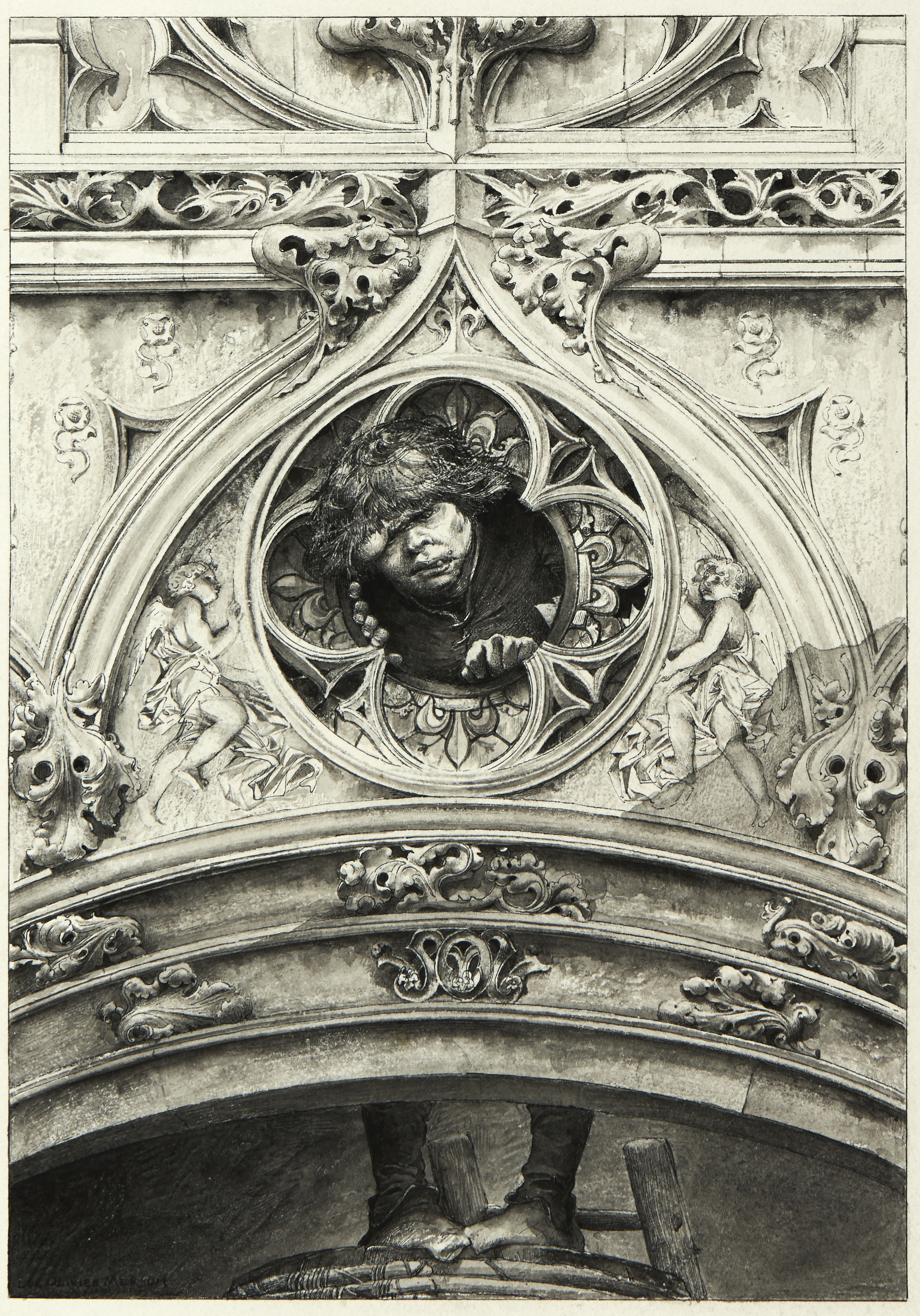
Quasimodo.
Eau-forte de Géry-Bichard d'après Luc-Olivier Merson, 1889.

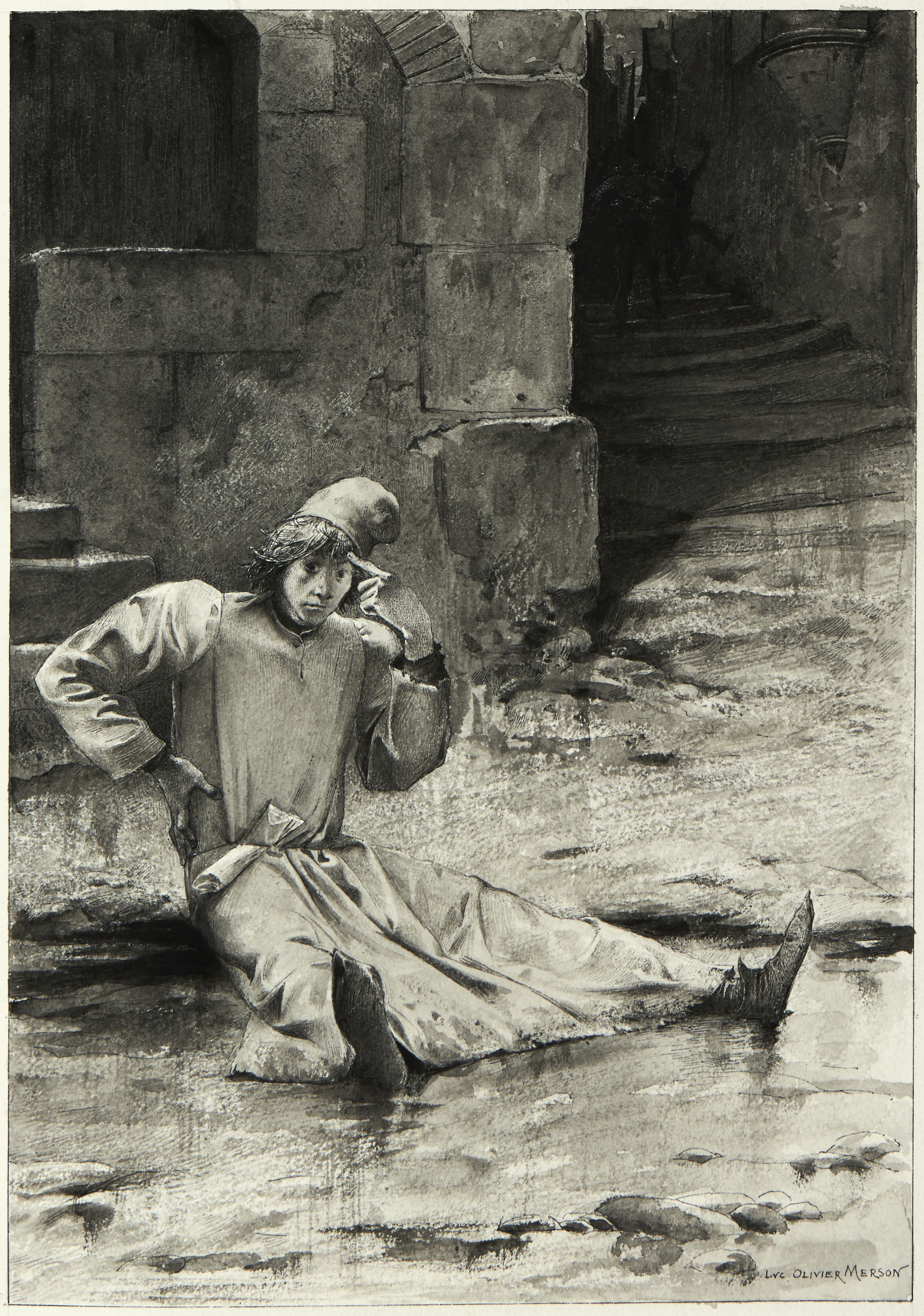
Pierre Gringoire.
Dessin de Luc-Olivier Merson, vers 1888-1889.

L'intrigue se déroule à Paris en 1482. Les deux premiers livres (I et II) du roman suivent Pierre Gringoire, poète sans le sou. Gringoire est l'auteur d'un mystère qui doit être représenté le 6 janvier 1482 au Palais de justice en l'honneur d'une ambassade flamande. Malheureusement, l'attention de la foule est vite distraite, d'abord par le mendiant Clopin Trouillefou, puis par les ambassadeurs eux-mêmes, et enfin par l'organisation improvisée d'une élection du Pape des fous à l'occasion de la Fête des Fous qui a lieu ce jour-là. Le sonneur de cloches de la cathédrale Notre-Dame de Paris, Quasimodo, est élu Pape des Fous en raison de sa laideur. Le mystère finit par s'arrêter, faute de public. Gringoire, à cette occasion, entend parler d'Esmeralda, une danseuse bohémienne, donc « égyptienne » (selon la conception de l’époque sur les Gitans). L'ayant aperçue, il la suit dans les rues de Paris à la tombée de la nuit. Esmeralda manque d'être enlevée par Quasimodo accompagné d'un mystérieux homme vêtu de noir (qui se révélera être l'archidiacre de Notre-Dame, Claude Frollo), mais elle est sauvée par l'intervention d'un capitaine de la garde, Phœbus de Châteaupers. Gringoire, qui a été renversé lors de l'intervention, reprend ses esprits un peu plus tard et erre dans les rues, se retrouvant sans le vouloir au cœur de la cour des Miracles, le quartier hanté par les pires truands de la capitale. Il manque d'y être pendu, et doit la vie à l'intervention d'Esmeralda qui le prend pour mari, mais seulement pour le sauver.
Le livre III évoque la cathédrale Notre-Dame de Paris, son histoire et ses restaurations mal pensées, puis donne une vision d'ensemble de la ville de Paris telle qu'elle apparaissait à un spectateur médiéval regardant la capitale du haut des tours de la cathédrale.

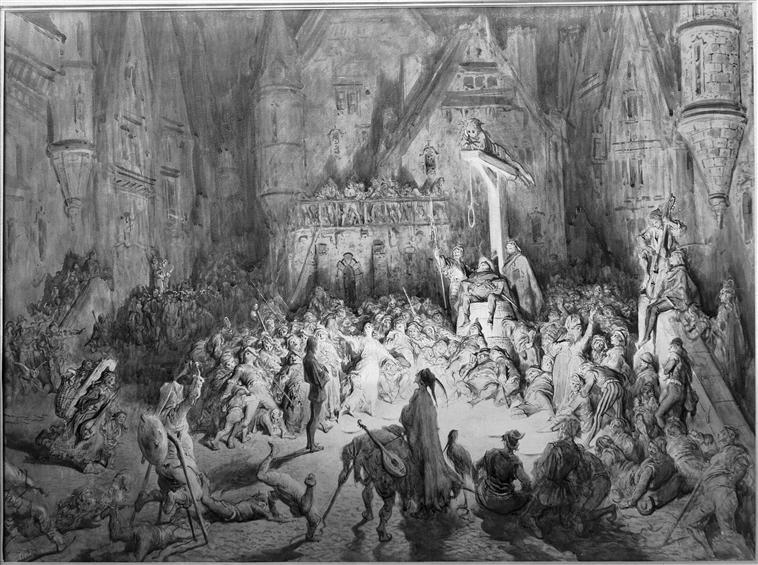
La cour des Miracles.
Illustration de Gustave Doré pour l'édition de 1860.

Le livre IV, au cours d'une analepse, revient sur les conditions dans lesquelles Frollo a adopté Quasimodo et sur la jeunesse de l'archidiacre. Il était un enfant dur, rigide et triste. Sa vie est entièrement consacrée à la quête du savoir, et il ne porte d'affection qu'à deux personnes : son frère cadet Jehan élevé par lui, un écolier dissipé qui passe son temps au cabaret et dans les maisons de passe ; et le bossu Quasimodo, qu'il a adopté à quatre ans quand il le vit exposé comme enfant trouvé dans la cathédrale. Frollo a fait serment de ne pas avoir de relations sexuelles avec des femmes, dont il a une piètre opinion, et il déteste les bohémiens.
Au livre V, Frollo, à qui son savoir et ses connaissances en théologie ont permis de devenir archidiacre de Notre-Dame, reçoit la visite de Jacques Coictier, médecin du roi, accompagné d'un mystérieux visiteur, le « compère Tourangeau ». Tous trois discutent de médecine et d'alchimie, et, en partant, le mystérieux personnage révèle être l'abbé de Saint-Martin de Tours, c'est-à-dire le roi Louis XI en personne. Au cours de la discussion, Frollo a fait allusion à la révolution technique que représente l'invention de l'imprimerie : le livre va provoquer le déclin de l'architecture, qui représentait jusqu'à présent l'œuvre la plus aboutie de l'esprit humain. Dans le chapitre suivant, « Ceci tuera cela », Hugo développe cette réflexion de son personnage.

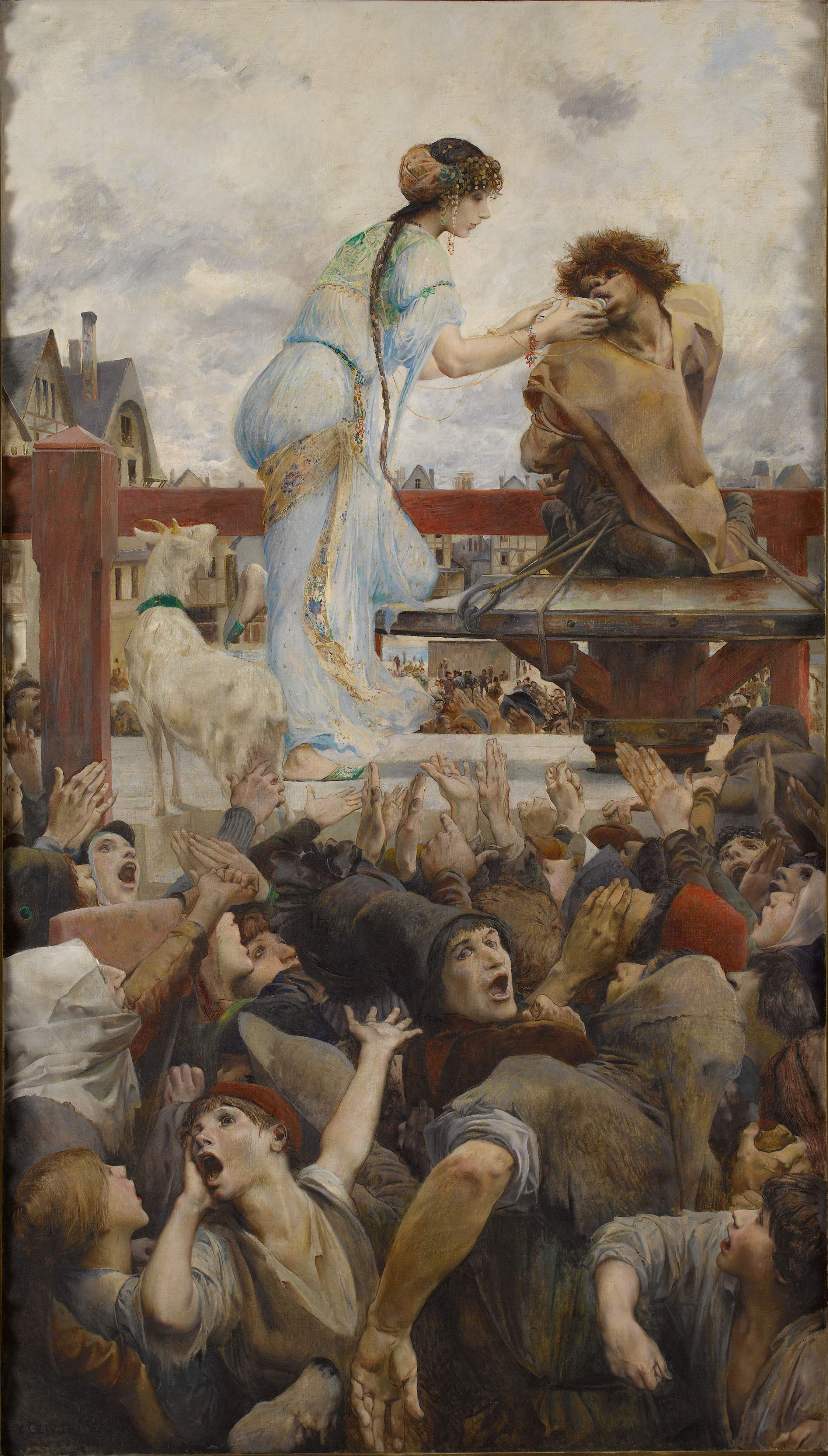
La Esmeralda donnant à boire à Quasimodo sur le pilori.
Une larme pour une goutte d'eau, huile sur toile de Luc-Olivier Merson, maison de Victor Hugo, 1903.

Au livre VI, Quasimodo est jugé au Châtelet pour sa tentative de rapt. L'affaire est écoutée par un auditeur sourd, et Quasimodo est sourd lui-même : le procès est une farce, et Quasimodo, sans avoir été écouté et sans avoir rien compris, est condamné à deux heures de pilori en place de Grève et à une amende. Sur la place de Grève, dans un entresol, se trouve le « Trou aux rats », qui sert de cellule à une recluse volontaire, la sœur Gudule. Un groupe de femmes, Gervaise, Oudarde et Mahiette, discute non loin de là ; Mahiette raconte l'histoire de Paquette, surnommée la Chantefleurie, dont l'adorable fillette a été enlevée quinze ans plus tôt par des bohémiens alors qu'elle n'avait pas un an, et remplacée par un enfant bossu dont on comprend qu'il s'agit de Quasimodo, plus tard recueilli par Frollo. La Chantefleurie aurait été rendue folle de douleur par la perte de sa fille, qu'elle n'a jamais retrouvée, et qui a été déclarée morte après la découverte d’indices laissant penser qu’elle a été dévorée par des Bohémiens. Mahiette est persuadée que sœur Gudule n'est autre que la Chantefleurie, car celle-ci garde dans sa cellule un petit chausson d'enfant, seul souvenir de sa fille. De plus, la recluse voue une haine féroce aux bohémiens, et en particulier à Esmeralda. Peu après cette conversation, Quasimodo est amené en place de Grève et subit son supplice. Il doit son seul réconfort au geste généreux d'Esmeralda qui lui donne à boire.

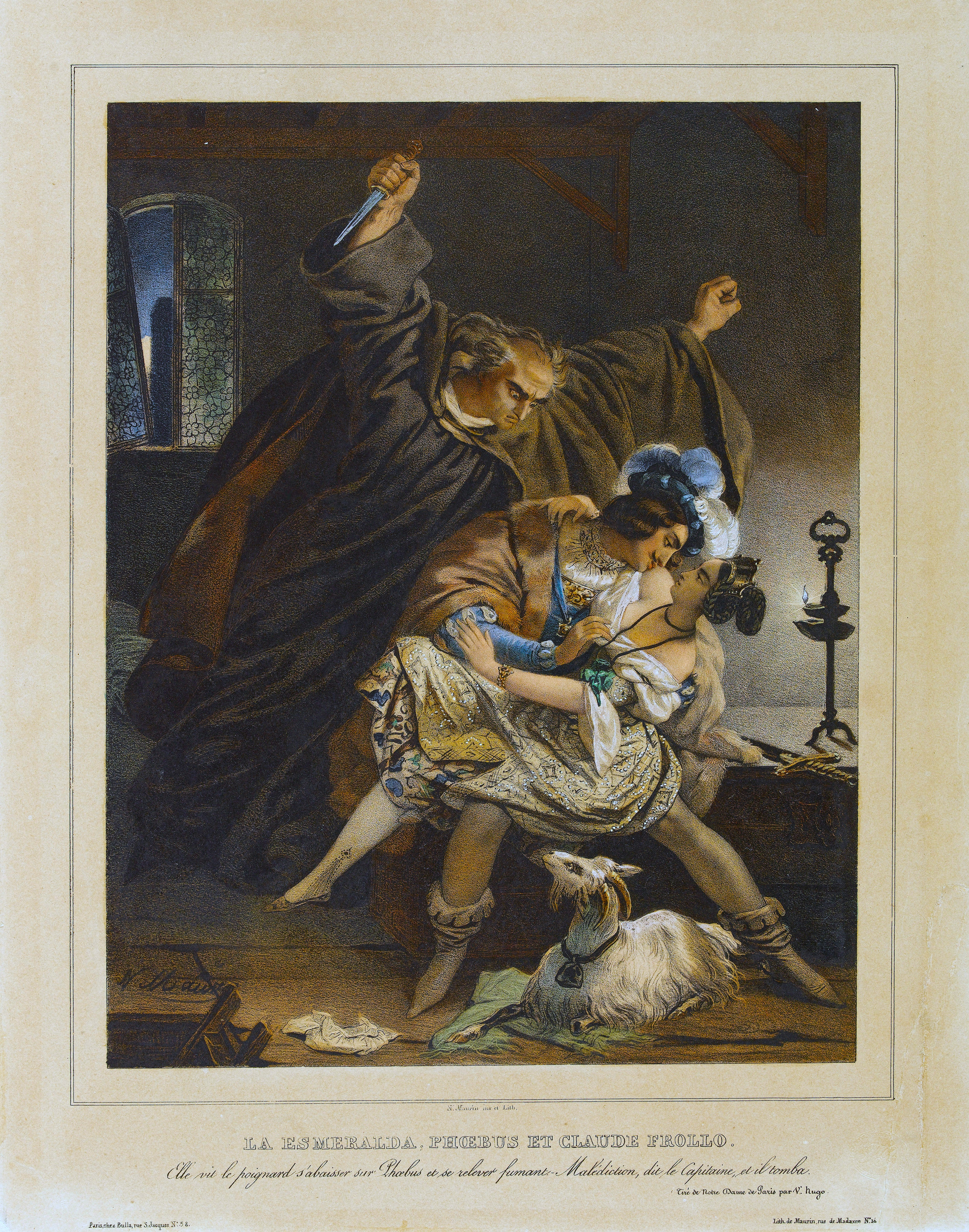
Frollo s'apprêtant à poignarder Phœbus.
Lithographie de Nicolas-Eustache Maurin, maison de Victor Hugo, 1834.

Le livre VII commence plusieurs semaines plus tard. Esmeralda danse sur le parvis de Notre-Dame, tandis que Gringoire, qui s'est fait truand, est à présent jongleur. Esmeralda est regardée par la foule, mais aussi par Frollo, du haut des tours, et par Phœbus de Châteaupers. Celui-ci se trouve alors chez sa future épouse, Fleur-de-Lys, dont la maison fait face à la cathédrale. Reconnaissant la bohémienne, il la fait monter chez Fleur-de-Lys. Esmeralda, qui, en secret, est éperdument amoureuse de Phœbus, suscite la jalousie de Fleur-de-Lys à cause de sa beauté. Esmeralda est trahie par sa chèvre, Djali, à qui elle a appris à disposer des lettres pour former le nom de Phœbus : elle est alors chassée. Frollo accoste Gringoire pour le faire parler à propos d'Esmeralda, et comprend qu'elle est amoureuse de Phœbus. Les jours passent. Frollo devient peu à peu obsédé par sa passion pour l'Égyptienne et par sa jalousie pour Phœbus. Alors que son frère Jehan, qui dépense régulièrement tout son argent dans les cabarets et les maisons de passe, vient lui demander de lui prêter de l'argent, Claude Frollo reçoit la visite de maître Jacques Charmolue, et Jehan doit rester caché dans un coin pendant leur conversation. Il en profite pour obtenir une bourse auprès de son frère qui, acculé, n'a d'autre choix que de la lui remettre. En quittant la cathédrale, Jehan croise Phœbus, qui est de ses amis. Phœbus, qui n'est nullement amoureux d'Esmeralda mais a envie de passer une nuit avec elle, a donné rendez-vous à la bohémienne dans un cabaret le soir même. Claude Frollo, qui a vu Jehan aborder Phœbus et l'a entendu se vanter de son larcin, abandonne son entretien avec Charmolue pour suivre discrètement les deux hommes. Lorsque Phœbus abandonne Jehan ivre mort après qu'ils ont bu ensemble, Claude l'aborde et demande à pouvoir assister à ses ébats avec la bohémienne, moyennant paiement ; Phœbus accepte. Esmeralda vient au rendez-vous, où Phœbus se montre très entreprenant ; mais au moment où elle va céder à ses avances, Claude Frollo surgit et poignarde le capitaine, avant de s'enfuir par une fenêtre donnant sur la Seine.
Au livre VIII, Esmeralda est arrêtée et jugée pour le meurtre de Phœbus de Châteaupers, qui a été gravement blessé. Elle est également soupçonnée de sorcellerie. Elle apprend que Phœbus est probablement mort, et, abattue, cesse de plaider son innocence. Soumise à la torture, elle avoue tout ce dont on l'accuse. Quelque temps après, Frollo vient la voir dans son cachot, confesse son amour pour elle et offre de l'aider, mais elle refuse et le repousse, toujours éprise de Phœbus dont elle le croit le meurtrier. En réalité, Phœbus a survécu et guérit progressivement, mais décide de s'abstenir de revoir Esmeralda, de peur que toute l'affaire ne compromette sa bonne réputation et son futur mariage. Deux mois après la nuit de son rendez-vous avec la bohémienne, Phœbus se trouve chez Fleur-de-Lys au moment où Esmeralda est amenée sur le parvis de la cathédrale pour recevoir ses derniers sacrements avant l’exécution. Esmeralda aperçoit Phœbus vivant et l'appelle, mais il se retire précipitamment : Esmeralda, désespérée, s'abandonne à la mort. Mais Quasimodo intervient soudain, s'empare d'elle et la traîne dans l'église, où le droit d'asile la met à l'abri.

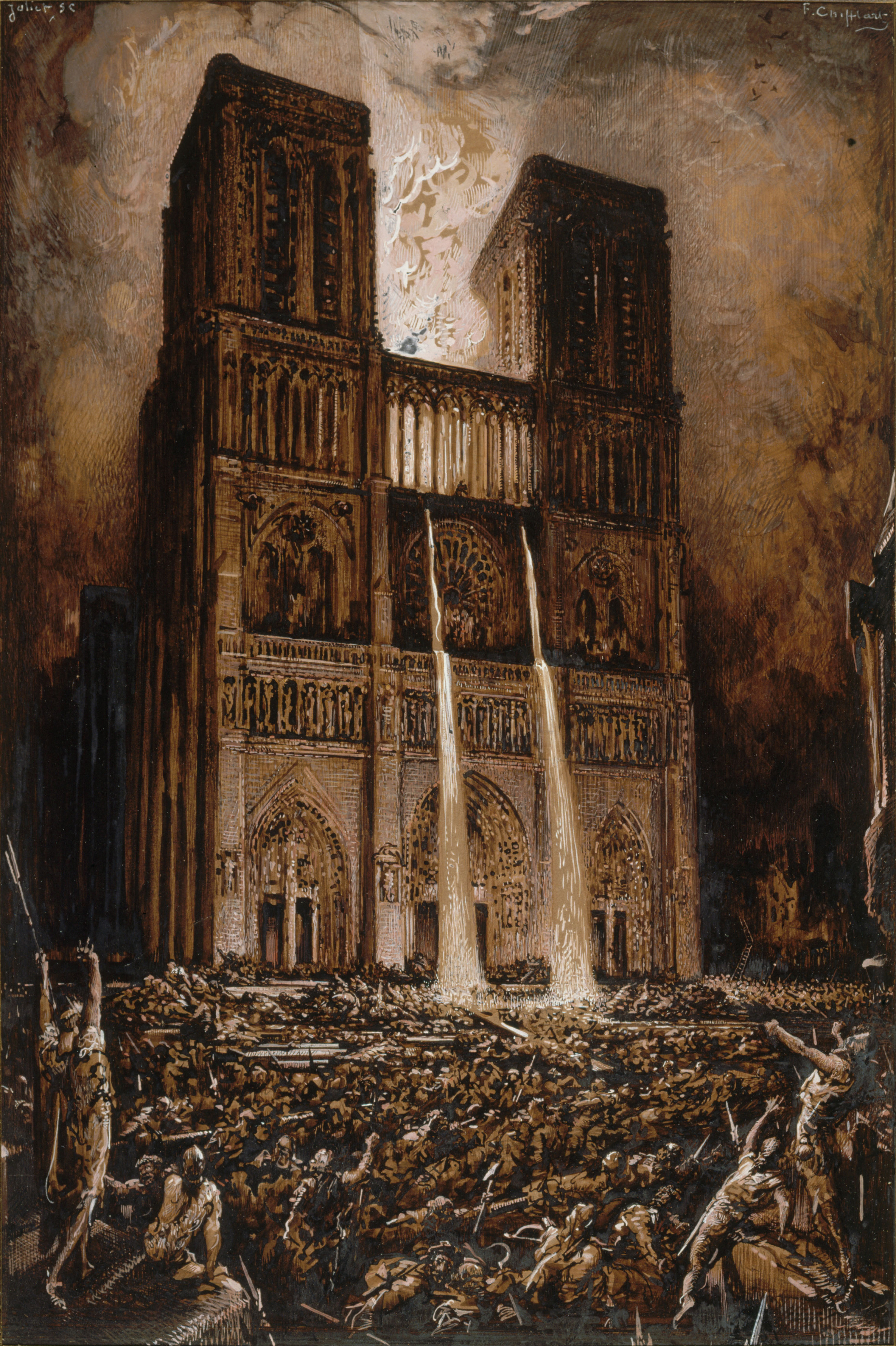
Les truands de la cour des Miracles assaillent la cathédrale défendue par Quasimodo.
Dessin de Chifflart, maison de Victor Hugo, vers 1876-1877.

Au livre IX, Frollo, errant en dehors de Paris, est pris de souffrances par sa condition, il pense Esmeralda morte. Le soir même, de retour à Notre-Dame, il croise la bohémienne sans se faire voir. Pendant des jours, dans la cathédrale, Quasimodo veille sur la jeune fille. Il tente de persuader Phœbus de venir voir Esmeralda, mais ce dernier refuse catégoriquement. Pour ne pas blesser celle qu'il aime de plus en plus, Quasimodo dira à Esmeralda qu'il n'a pas trouvé Phœbus. Le bossu tente de faire comprendre à la jeune fille que l'apparence physique ne fait pas tout, mais la bohémienne est toujours fortement amoureuse de Phœbus et croit encore aveuglément que le capitaine l'aime également. L'amour de Quasimodo pour Esmeralda commence à prendre le dessus sur sa loyauté envers Frollo, au point que, lorsque Frollo tente d'abuser de la bohémienne, Quasimodo s’interpose puis demande à Frollo qu’il le tue plutôt que d’avoir à choisir. Jehan revient demander de l'argent à son frère, mais ce dernier le chasse (tout en lui jetant une bourse et en lui signifiant que ce sera la dernière fois qu'il obtiendra de l'argent de lui).

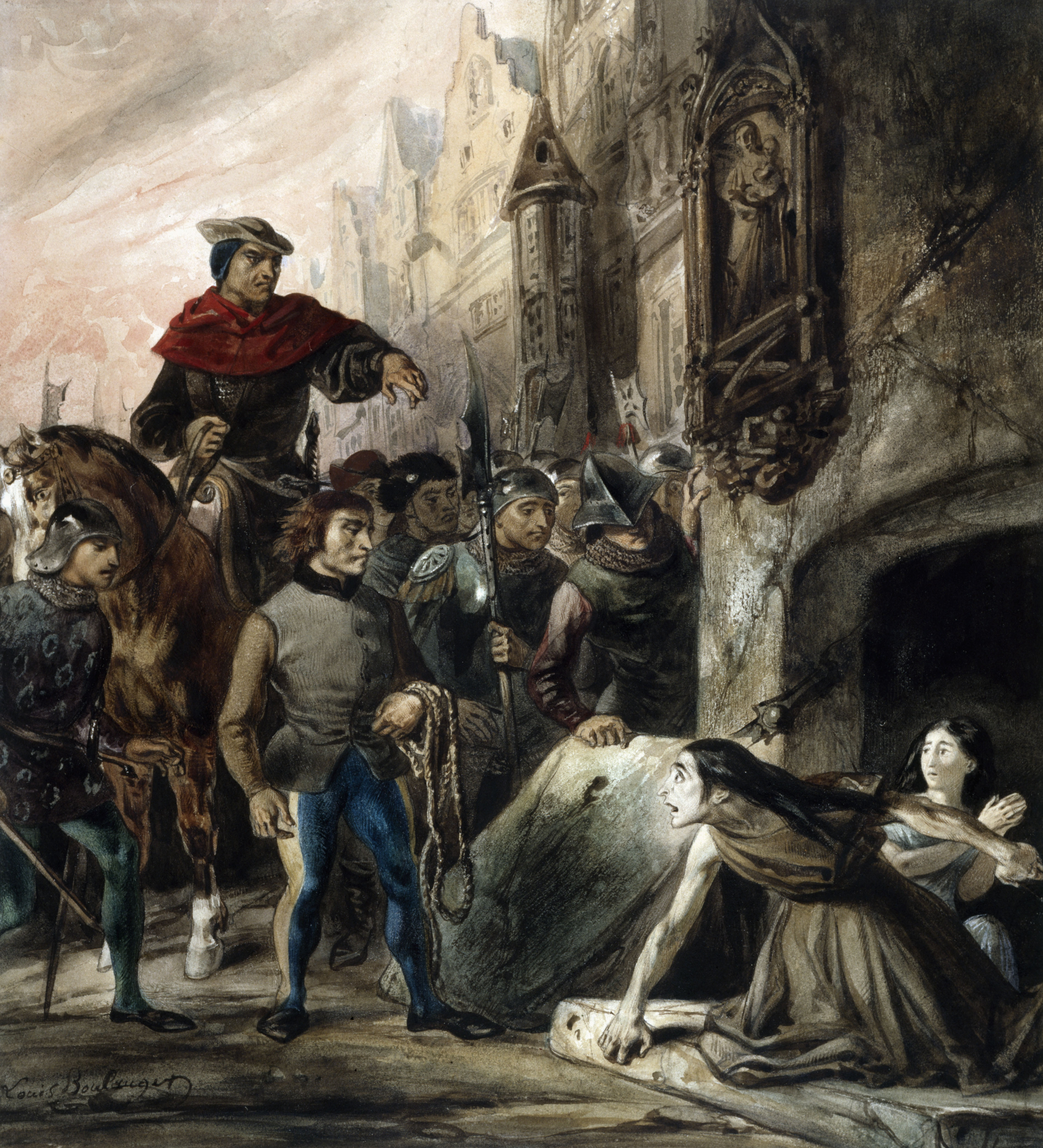
Sœur Gudule tente de protéger la Esmeralda en implorant la pitié de Tristan L'Hermite.
Aquarelle de Louis Boulanger, maison de Victor Hugo, vers 1831.

Au livre X, Frollo demande à Gringoire de sauver Esmeralda en retour de la vie qu'elle lui a sauvée jadis lorsqu'il a failli être pendu. Le poète a une idée approuvée par Frollo : faire appel aux truands avec lesquels vivait Esmeralda pour qu'ils viennent la délivrer. En pleine nuit, les truands venus en très grand nombre assiègent la cathédrale. Mais les portes sont fermées et Quasimodo retient l'invasion jusqu'à l'arrivée des soldats envoyés par le roi Louis XI que l'on a prévenu rapidement. Par autodéfense, Quasimodo tue Jehan Frollo (frère de l'archidiacre) qui venait de rallier les truands le jour même. Les truands sont décimés par les soldats du roi.
Au livre XI, Frollo profite du désordre qui règne sur le parvis de Notre-Dame pour emmener Esmeralda avec lui hors du bâtiment, accompagné de Gringoire et de Djali, la chèvre d'Esmeralda. Ils quittent l'île où se trouve la cathédrale et Gringoire prend la poudre d'escampette avec la chèvre. Resté seul avec Esmeralda, Frollo lui réitère ses déclarations d'amour et essaie de la convaincre : il peut l'aider à s'échapper et ainsi la sauver de la mort si elle accepte de l'aimer. Mais elle refuse toujours. Furieux, il la livre aux griffes de la vieille recluse du Trou aux rats, en attendant l'arrivée en force de la Justice. Mais au lieu de cela, la sœur Gudule reconnaît en l'Égyptienne sa propre fille, Agnès, volée par des gitans quinze ans auparavant. Sœur Gudule ne peut cependant en profiter, car les sergents de ville retrouvent la jeune bohémienne qu'ils traînent à nouveau au gibet. La mère meurt d'un coup à la tête lors de sa lutte pour sauver sa fille. Du haut de Notre-Dame, Quasimodo et Frollo assistent à l'exécution, par pendaison, d'Esmeralda. Quasimodo comprend que Frollo a livré Esmeralda ; furieux et désespéré il pousse l'archidiacre du haut de la tour, et va lui-même se laisser mourir dans la cave de Montfaucon, tenant embrassé le cadavre d'Esmeralda, enfin uni à elle pour l'éternité. Deux ans plus tard, on retrouve leurs squelettes enlacés et, lorsque l'on tente de détacher celui de Quasimodo, il tombe en poussière.

## Personnages principaux

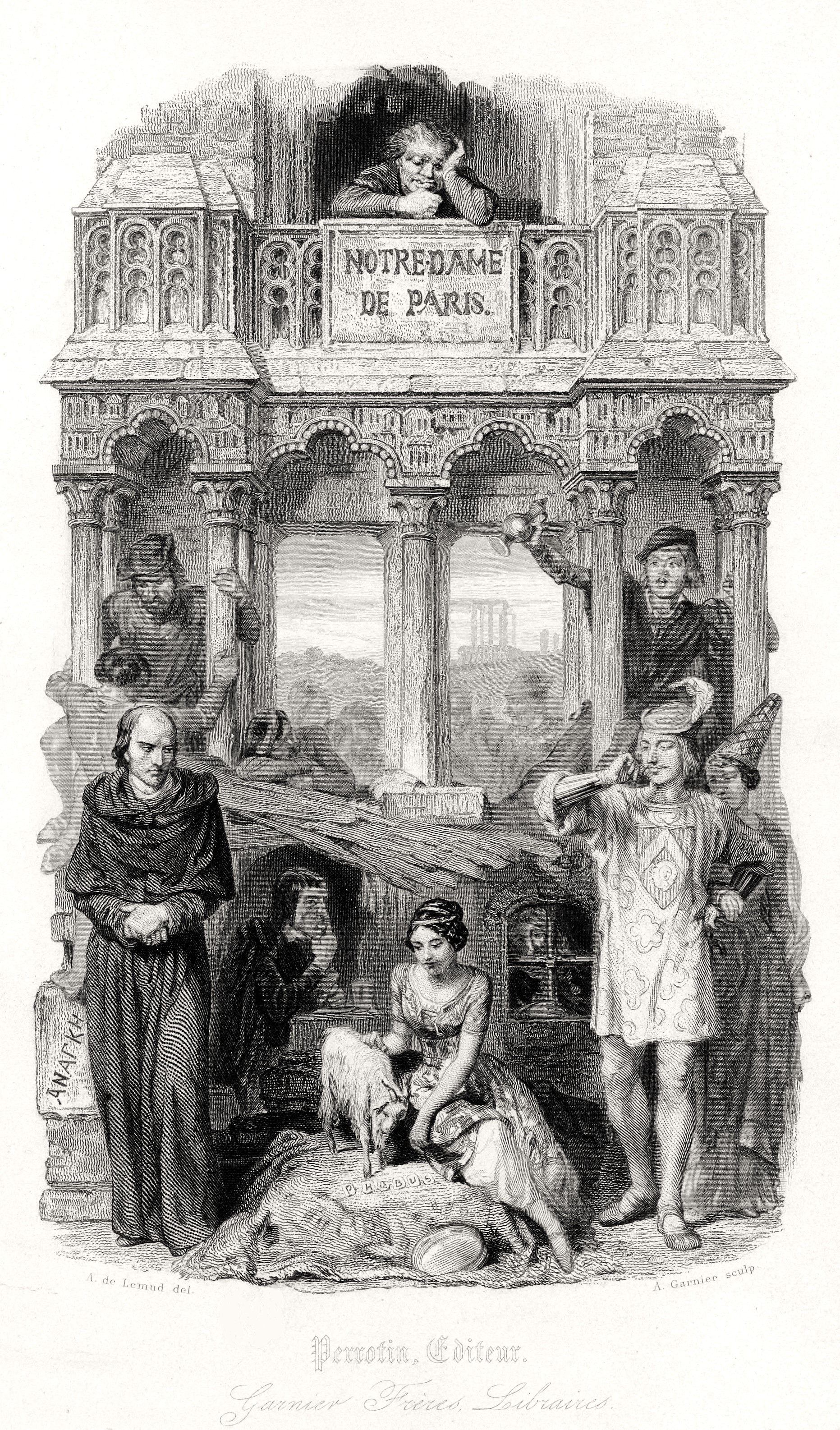
Les principaux personnages représentés dans une illustration de frontispice signée Aimé de Lemud (Notre-Dame de Paris, Perrotin éditeur, Garnier frères, 1844).

- Pierre Gringoire : le personnage de Gringoire s'inspire librement du poète et dramaturge réel du même nom. Dans le roman, Gringoire est un artiste sans le sou qui cultive une philosophie du juste milieu. Il suit Esmeralda jusqu'à la cour des Miracles, puis est sauvé de la pendaison lorsqu'elle accepte de se marier avec lui (même si elle n'éprouve pas le moindre sentiment à son égard). Gringoire se fait alors truand.
- Esmeralda : (appelée « la Esmeralda » dans le roman) bohémienne séjournant à la cour des Miracles, âgée de seize ans, elle gagne sa vie en dansant dans les rues de Paris et sur le parvis de Notre-Dame. Remarquable par sa beauté, elle incarne l'innocence, la naïveté et la noblesse d'âme. Les désirs qu'elle suscite sont le principal engrenage de la fatalité qui lui coûte également la vie à la fin du roman. Le malheur d'Esmeralda est causé par l'amour impossible qu'elle éveille chez l'archidiacre de Notre-Dame, Claude Frollo, qu'elle craint et déteste. De son côté, Esmeralda entretient une passion naïve et aveugle pour Phœbus de Châteaupers, un capitaine de la garde dont elle admire la beauté. Le bossu de Notre-Dame, Quasimodo, qui éprouve envers elle un amour sans illusion, tente en vain de lui faire comprendre que la beauté ne fait pas tout. Considérée par tous comme une « Égyptienne », Esmeralda est en réalité la fille perdue d'une Rémoise nommée Paquette. En effet, le roman dévoile qu'Esmeralda et Quasimodo sont des enfants échangés à leur jeune âge.
- Claude Frollo : lointainement inspiré d'un personnage réel, Claude Frollo est l'archidiacre de Notre-Dame, mû par sa foi et son appétit de savoir. Frollo entretient son frère Jehan, après la mort de ses parents causée par la peste en 1466. Par la suite, il a recueilli et élevé Quasimodo. Il se trouve déchiré entre son amour pour Dieu et la passion mêlée de haine qu'il voue à Esmeralda.
- Quasimodo : Quasimodo est le carillonneur de Notre-Dame et ne sort quasiment jamais de la cathédrale. Né bossu, borgne et boiteux, il devint en plus sourd à cause des cloches. Frollo l'a adopté et élevé depuis ses quatre ans alors qu'il venait d'être abandonné. Il est le seul à savoir communiquer avec lui, par signes. Quasimodo apparaît au début du roman comme une brute à la botte de Frollo, mais se révèle ensuite doté de sensibilité et d'intelligence. L'amour et le dévouement qu'il porte à Esmeralda finissent par supplanter son obéissance envers Frollo. Le roman dévoile qu'Esmeralda et Quasimodo sont des enfants échangés à leur jeune âge.
- Jehan Frollo : le jeune frère de Claude Frollo est un étudiant dissipé qui fréquente les truands de la Cour des Miracles, mais compte aussi Phœbus de Châteaupers parmi ses connaissances de taverne. Lors de l'assaut de la cathédrale, il meurt fracassé contre la muraille de la cathédrale puis jeté dans le vide par Quasimodo.
- Phœbus de Châteaupers : capitaine de la garde, il est attiré par la gitane Esmeralda sans avoir de réels sentiments pour elle. Il est déjà fiancé à Fleur-de-Lys, qui s'avère très jalouse de sa rivale.
- Paquette : surnommée aussi la Chantefleurie, la recluse, la sachette, ou sœur Gudule. Originaire de Reims, cette femme a choisi de vivre enfermée dans le Trou aux Rats, depuis que sa fille d'un an (qu'elle chérissait) a été enlevée par des bohémiens venus d'Égypte et échangée contre un enfant de quatre ans, hideux, boiteux et borgne (dont on comprend qu'il s'agit de Quasimodo). Elle croit sa fille morte et voue une haine féroce aux Égyptiens en général et à la Esmeralda en particulier.
- Fleur-de-Lys de Gondelaurier : fiancée de Phœbus, elle est très jalouse d'Esmeralda.
- Clopin Trouillefou : un des chefs de la bande des truands, il occupe une place importante à la cour des Miracles.
- Louis XI : cruel, avare et calculateur, le roi de France n'apparaît que dans quelques scènes, mais il joue un rôle décisif dans la répression de la révolte des truands qui tentent de sauver Esmeralda. Intéressé par la quête de la pierre philosophale, il vient à Notre-Dame sous une fausse identité, celle du « compère Tourangeau », pour s'entretenir d'alchimie avec Claude Frollo. Louis XI apparaît fréquemment comme un personnage machiavélique dans les œuvres romantiques du XIXe siècle, et en particulier dans les romans de Walter Scott[3].

## Genèse et publication du roman

La liberté guidant le peuple (28 juillet 1830) d'Eugène Delacroix représente les Trois Glorieuses qui surviennent pendant la rédaction de Notre-Dame de Paris.

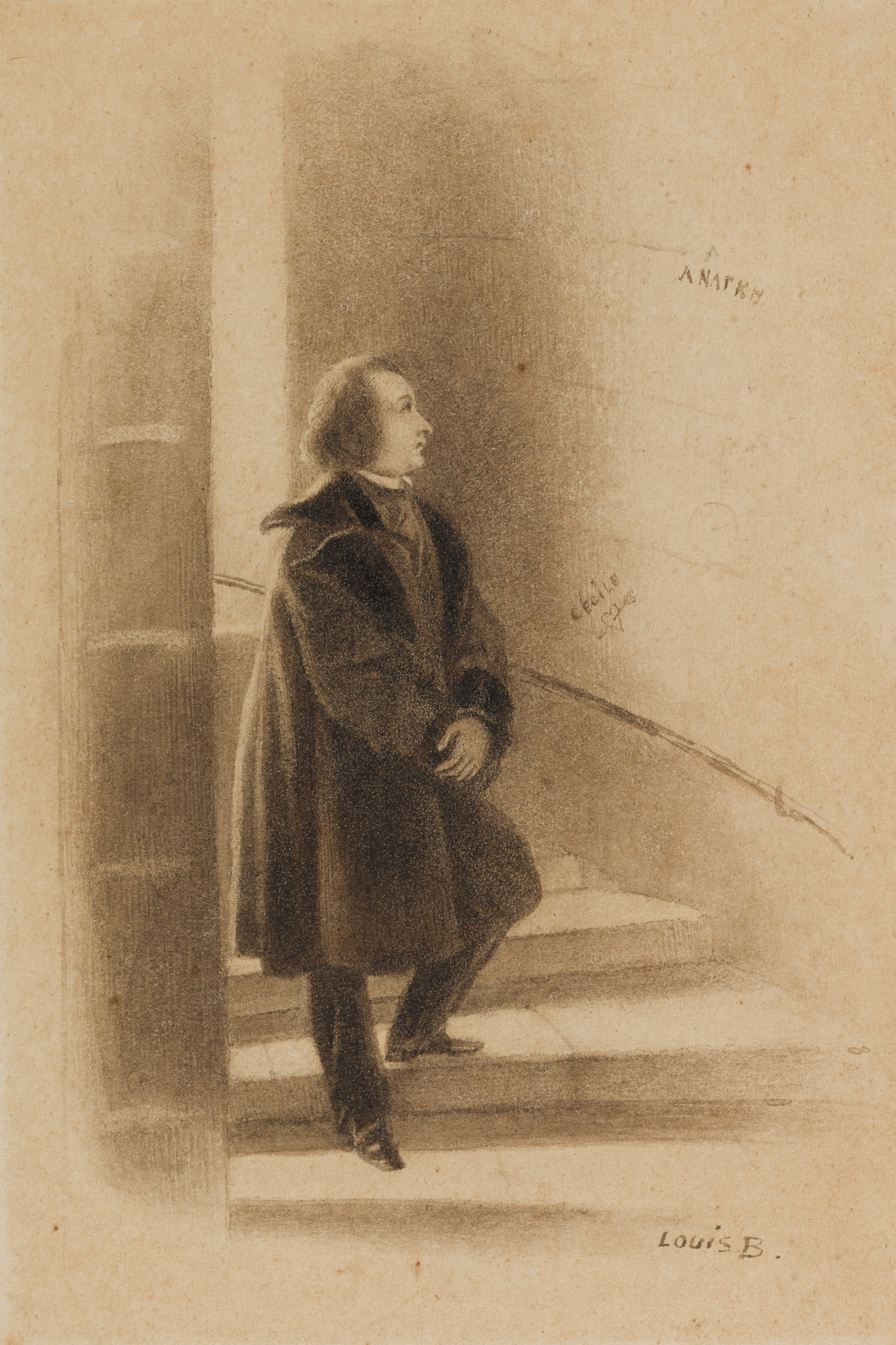
Victor Hugo lisant le mot « ἈΝΆΓΚΗ » (fatalité) dans l'escalier des tours de Notre-Dame.
Dessin de Louis Boulanger, maison de Victor Hugo, XIXe siècle.

En 1828, l'éditeur parisien Charles Gosselin propose à Victor Hugo d'écrire un roman dans la lignée de l'auteur écossais Walter Scott, alors très à la mode en France, et que Hugo apprécie beaucoup. Il lui a d'ailleurs consacré un article, « Sur Walter Scott, à propos de Quentin Durward », dans la revue La Muse française, en 1823. Le 15 novembre 1828, Victor Hugo signe un contrat avec Gosselin. Dans ce contrat, Hugo s'engage à lui livrer « un roman à la mode de Walter Scott ». Le contrat d'origine prévoit la livraison du roman en avril 1829 ; en contrepartie, Gosselin s'engage à publier aussi deux autres projets de Hugo, Le Dernier Jour d'un condamné et Les Orientales, et à rééditer ses deux romans précédents, Bug-Jargal et Han d'Islande. Mais très vite, les retards s'accumulent et les rapports entre Hugo et Gosselin se détériorent complètement à partir du printemps 1830. Hugo est alors occupé par ses autres projets littéraires : l'écriture de la pièce Marion Delorme, qui n'est finalement pas créée au théâtre, et l'écriture et la création du drame romantique Hernani, puis la « bataille » à laquelle la pièce donne lieu à sa création le 25 février 1830. En mai 1830, après des menaces de procès de la part de Gosselin puis plusieurs médiations, Hugo s'engage à terminer le roman au plus tard le 1er décembre 1830, sous peine de devoir verser à l'éditeur des indemnités de retard de 10 000 francs ; la livraison du roman terminé doit valoir à Hugo 2 000 francs comptant, 2 000 à nouveau un peu plus tard, et un franc par exemplaire vendu.
En juin 1830, Hugo commence à rassembler la documentation nécessaire au roman, et rédige, en juin ou en juillet, un premier plan détaillé. Fin juillet, il commence à peine la rédaction du premier chapitre lorsque la Révolution de Juillet éclate à la suite des ordonnances impopulaires prises par le roi Charles X. Hugo met précipitamment sa famille à l'abri et confie ses biens, dont ses manuscrits, à son beau-frère ; pendant ces déménagements, il égare un cahier contenant deux mois de notes de recherches documentaires. Il parvient à négocier un nouveau délai de deux mois, portant l'échéance au 1er février 1831. Début septembre, il reprend la rédaction du roman, qui se poursuit cette fois sans nouvelle interruption majeure. Dans une lettre à Gosselin le 4 octobre, Hugo indique que le roman sera probablement plus long que prévu, et demande à disposer de trois volumes, au lieu des deux prévus initialement : Gosselin refuse catégoriquement, à cause des dépenses supplémentaires que cela occasionnerait, ce qui contraint Hugo à mettre de côté trois chapitres (« Impopularité », « Abbas beati Martini » et « Ceci tuera cela »), qu'il compte bien publier plus tard dans une édition complète chez un autre éditeur. La rédaction du roman est achevée le 15 janvier.

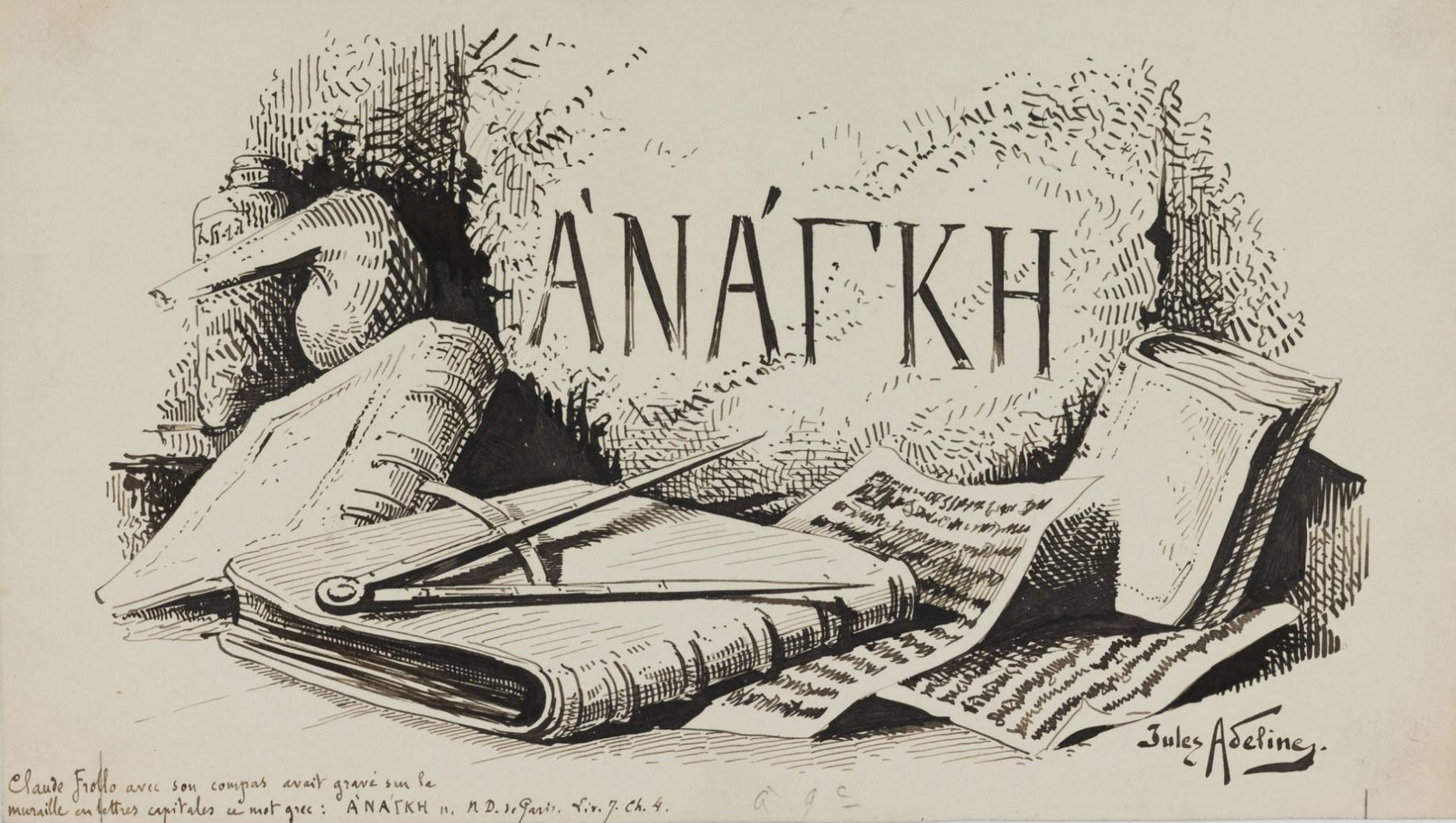
Ananké.
Illustration de Jules Adeline, maison de Victor Hugo, XIXe siècle.

La première édition de Notre-Dame de Paris paraît ainsi chez Gosselin le 16 mars 1831, précédée d'une brève préface où Hugo évoque l'inscription, gravée en lettres grecques majuscules « ἈΝΆΓΚΗ » (c'est-à-dire Ananké, qu'il choisit de traduire par « Fatalité ») qu'il aurait vue « dans un recoin obscur de l'une des tours » et qui lui aurait inspiré le roman. Dans cette préface, Hugo inclut une critique brève mais sévère contre les restaurations hâtives dont sont victimes les monuments historiques en général et Notre-Dame de Paris en particulier. Le 12 décembre 1832, libéré de son contrat, Hugo publie chez Eugène Renduel une deuxième édition, définitive, intégrant les trois chapitres absents de l'édition Gosselin, ainsi qu'une « Note ajoutée à l'édition définitive ». Dans cette note, Hugo invente l'histoire d'un cahier contenant les trois chapitres qui se serait égaré et n'aurait été retrouvé qu'après la parution de la première édition, ce qui lui permet de passer sous silence ses démêlés avec Gosselin. Il insiste par ailleurs sur le fait que les chapitres sont inédits et non pas nouveaux.

## Accueil critique

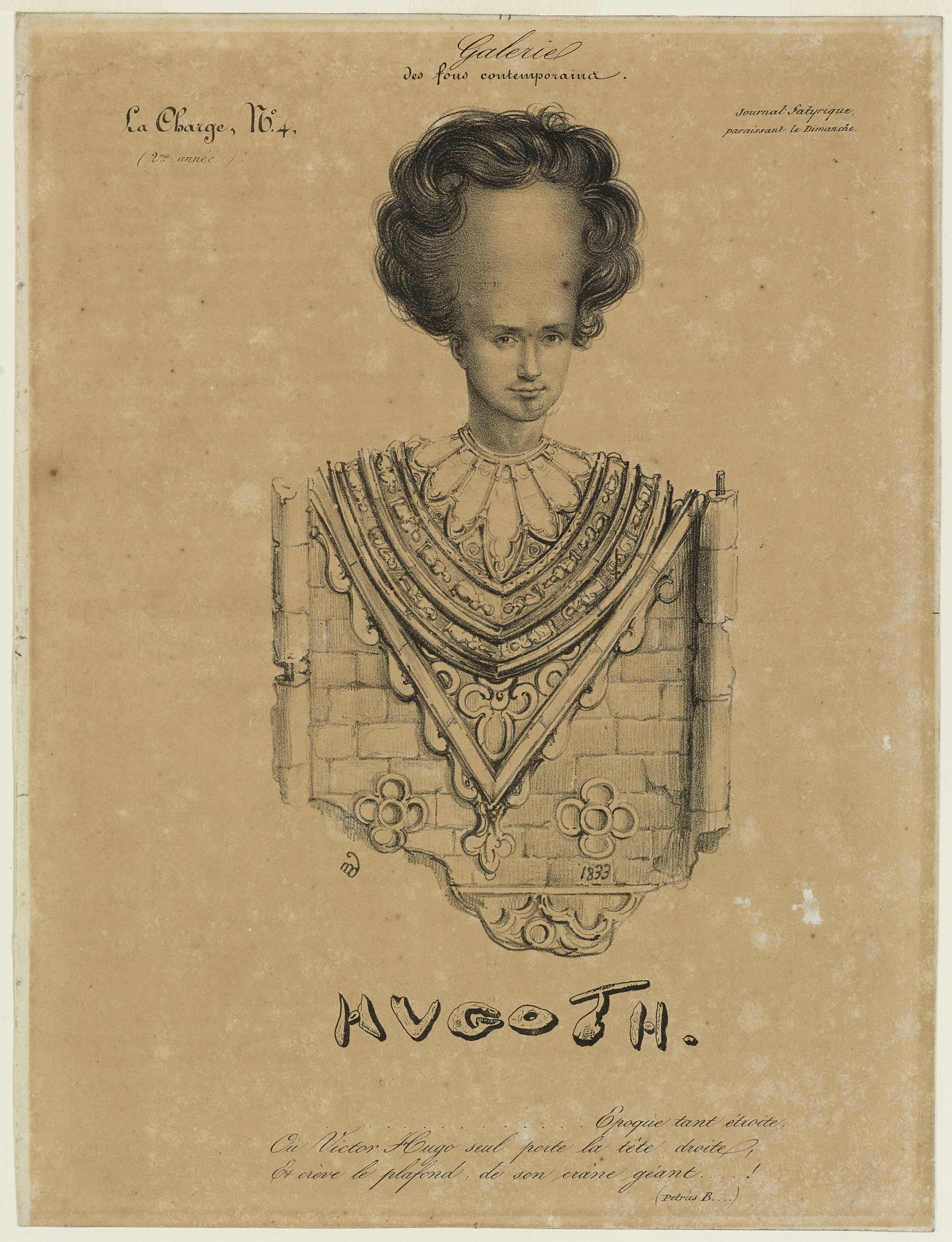
« Hugoth » : dans cette caricature de Victor Hugo par Michel Delaporte, la silhouette du grand homme se fond dans l'architecture gothique qu'il vient de magnifier au moyen de son roman (journal satirique La Charge, 1833).

Au moment de sa parution, le roman de Hugo reçoit dans la presse française des critiques en majorité élogieuses. En mars 1831, la critique de la Revue de Paris salue en particulier le talent avec lequel Hugo fait revivre le Paris du XVe siècle, et la façon dont il fait de la cathédrale « la grande figure du roman, sa véritable héroïne peut-être ». Paul Lacroix, dans le numéro de mars-avril 1831 du Mercure du XIXe siècle, considère lui aussi la cathédrale comme « en quelque sorte le personnage principal du livre », et apprécie surtout la façon dont le roman, qu'il qualifie d'« immense ouvrage », coordonne ses différents éléments, ainsi que « la variété des tons et des couleurs […] l'alliance merveilleuse de la science à l'imagination ». Le Journal des débats, en juin-juillet 1831, salue la puissance imaginative du roman, qui rend notamment possible la reconstitution du Paris médiéval, mais aussi la variété et l'éclat de son style.
Plusieurs critiques et écrivains, tout en formulant des avis favorables à propos du roman, lui reprochent un manque de spiritualité dans son évocation de la cathédrale et de la religion. Charles de Montalembert, dans le journal L'Avenir des 11 et 28 avril 1831, indique qu'il est de son devoir de signaler comme une erreur un « penchant vers la matière » qui prédomine selon lui dans le roman, et affirme plus loin : « on n'y voit nulle trace d'une main divine, nulle pensée de l'avenir, nulle étincelle immortelle ». Sainte-Beuve, dans un article paru en juillet 1832 dans le Journal des débats, reproche au roman son « ironie qui joue, qui circule, qui déconcerte, qui raille et qui fouille, ou même qui hoche la tête en regardant tout d'un air d'indifférence », tandis que le traitement des personnages n'abandonne cette ironie que pour obéir à une logique de fatalité que Sainte-Beuve juge dépourvue de toute pitié, et il en conclut : « Il manque un jour céleste à cette cathédrale ; elle est comme éclairée d'en bas par des soupiraux d'enfer ». Le poète Lamartine émet un avis proche dans une lettre qu'il adresse à Hugo le 1er juillet 1831 après avoir lu le roman : tout en qualifiant le livre de « Shakespeare du roman » et d'« épopée du Moyen Âge », il le juge « immoral par le manque de Providence assez sensible ».
L'avis le plus sévère est celui du romancier Honoré de Balzac, qui écrit à Berthoud le 19 mars 1831 :
« Je viens de lire Notre-Dame — ce n'est pas de M. Victor Hugo auteur de quelques bonnes odes, c'est de M. Hugo auteur d'Hernani — deux belles scènes, trois mots, le tout invraisemblable, deux descriptions, la belle et la bête, et un déluge de mauvais goût — une fable sans possibilité et par-dessus tout un ouvrage ennuyeux, vide, plein de prétention architecturale — voilà où nous mène l'amour-propre excessif. »
Considéré comme une lecture pernicieuse par l'Église catholique, Notre-Dame de Paris fait partie des romans mis à l'Index en 1834.

## Thèmes principaux

### Un roman historique

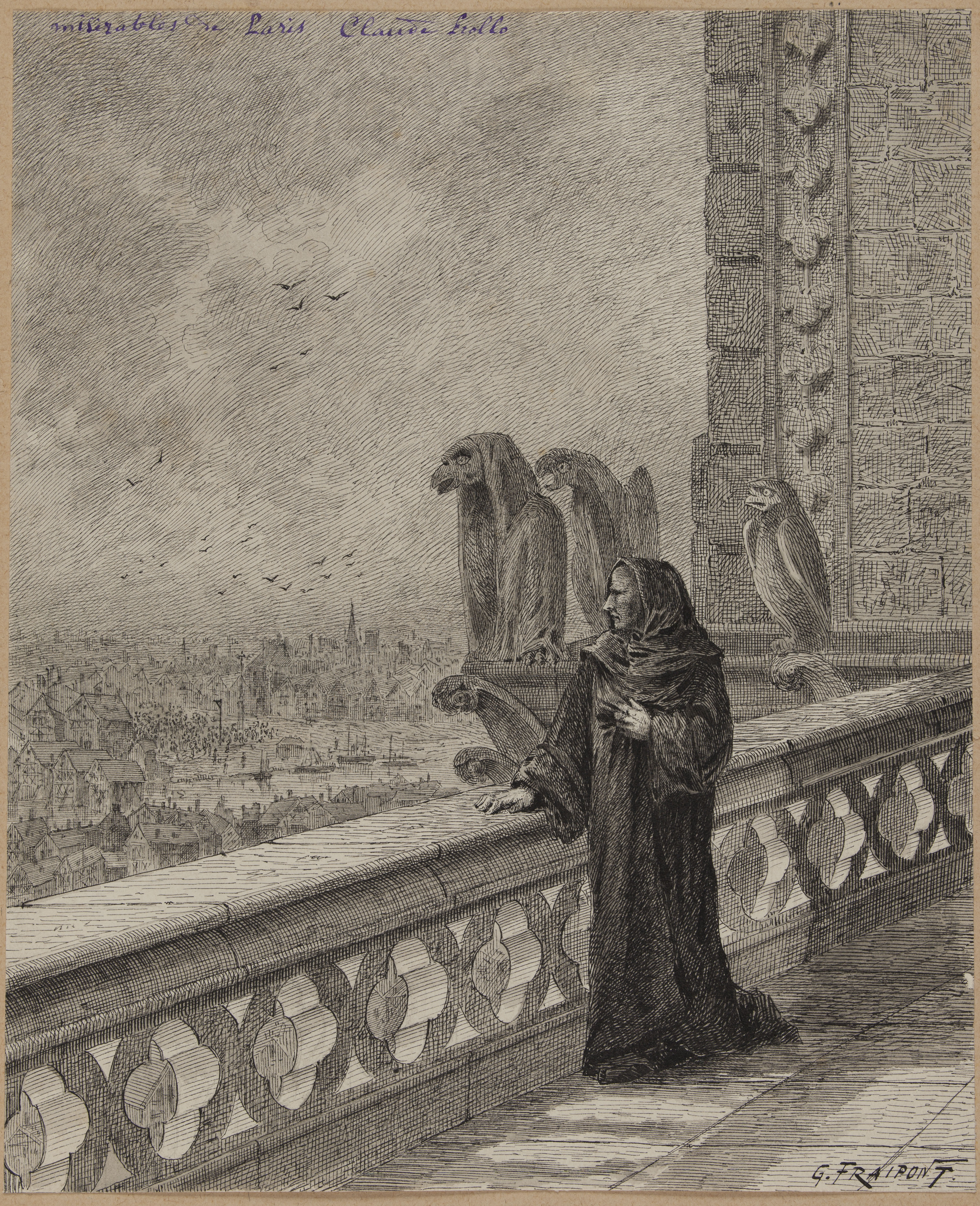
Claude Frollo, illustration de Gustave Fraipont, 1883.

Notre-Dame de Paris relève du genre du roman historique, qui est à la mode au début du XIXe siècle, de même que la période du Moyen Âge qui suscite un intérêt nouveau de la part des écrivains et des poètes à partir des années 1820, sous l'impulsion d'auteurs comme Chateaubriand ou Madame de Staël. Le chapitre « Paris à vol d'oiseau », en particulier, présente une tentative de reconstitution historique du Paris de 1482.
Mais Victor Hugo ne se considère pas comme tenu de respecter la vérité historique à tout prix et n'hésite pas à modifier le détail des faits et à resserrer l'intrigue pour faire mieux ressortir le caractère de personnages historiques comme Louis XI ou pour mettre en avant sa vision de l'Histoire. En cela, il applique à son roman les principes exposés dans un article « À propos de Walter Scott » qu'il a publié en 1823, et où il affirme : « j'aime mieux croire au roman qu'à l'histoire, parce que je préfère la vérité morale à la vérité historique ».
Pourtant, dans ce roman, le personnage Louis XI n'était autre qu'une imagination d'Hugo. En effet, selon les études de Joseph Vaësen et son livre publié en 1909, le roi Louis XI passa à Paris, pour la dernière fois, le 15 juin 1480. Et en 1482, il ne quitta jamais le pays de la Loire sauf le pèlerinage vers Saint-Claude (voir Voyage de Louis XI). L'auteur du roman connaissait toutefois bien sûr le futur Charles VIII, Anne de France, Marguerite d'Autriche, le cardinal Charles II de Bourbon. Ce dernier aussi avait été choisi par Hugo pour le personnage de ce roman. S'il s'agit d'une fiction, Victor Hugo connaissait bien la caractéristique de Louis XI, notamment son enthousiasme pour l'intérêt économique, sa proximité du peuple « Je suis de l'avis du roi Édouard : sauvez le peuple et tuez les seigneurs », mais aussi sa foi profonde en faveur de Notre Dame, laquelle provoque une fin tragique « Ils assiègent dans sa cathédrale Notre Dame, ma maîtresse ! ... C'est contre moi. »

### La réflexion philosophique: entre progrès de l'histoire et drame de la fatalité
Le roman historique tel que le conçoit Hugo comporte également une part de réflexion philosophique et morale. Sa mise en scène du XVe siècle et d'événements tels que le soulèvement populaire pour libérer Esmeralda vise moins à une reconstitution exacte de l'époque qu'à nourrir une réflexion politique adressée aux lecteurs français du XIXe siècle vivant sous la monarchie de Charles X. Le roman propose une philosophie de l'histoire et une théorie du progrès exposées en détail dans le chapitre « Ceci tuera cela ». Quant au sort tragique des personnages principaux, il nourrit une réflexion sur le destin traversée par la notion d'Ananké (Fatalité).

### Un cadre de réflexion politique

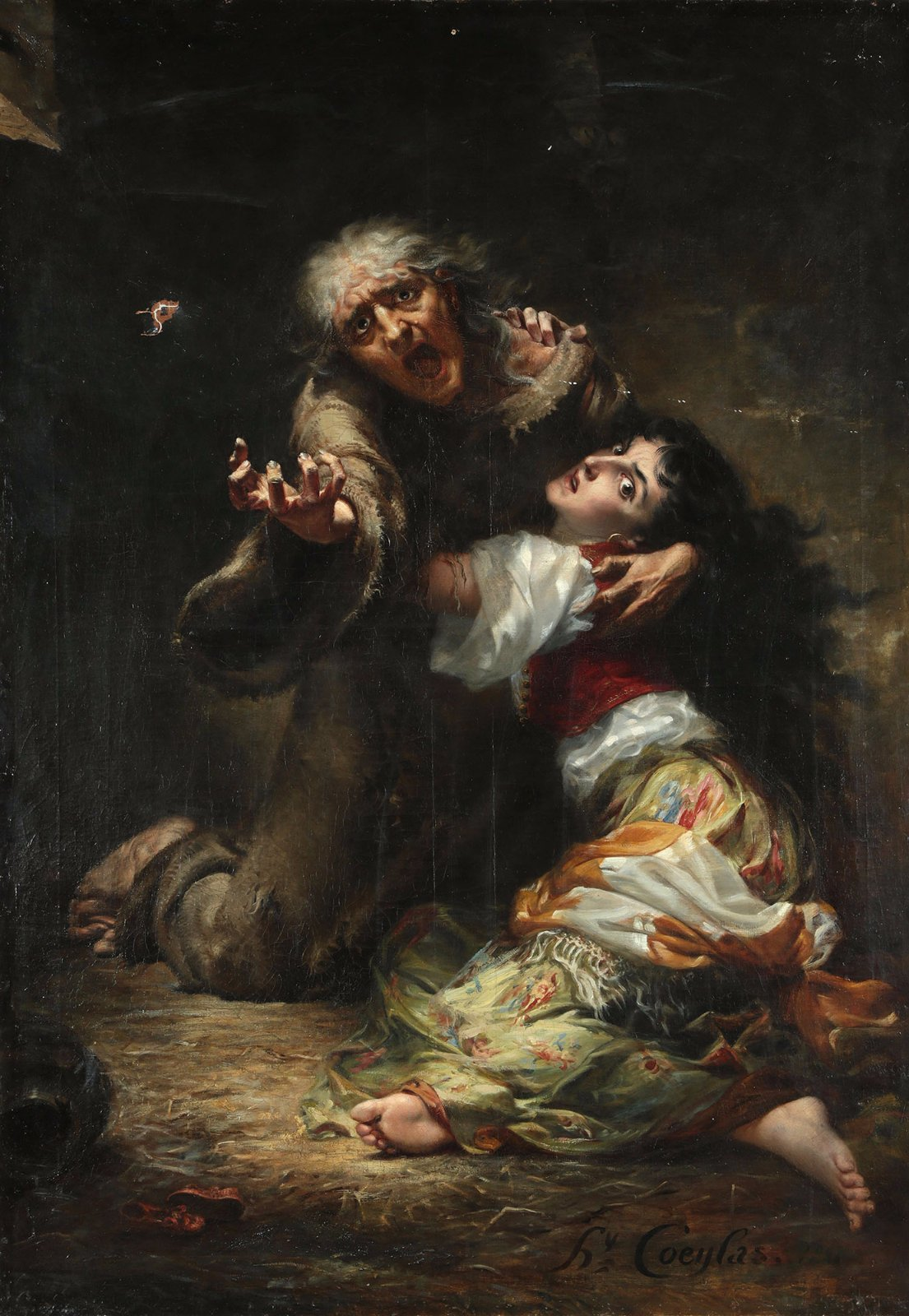
La Sachette supplie qu'on épargne la vie de sa fille.
Toile d'Henri Coeylas, 1891.

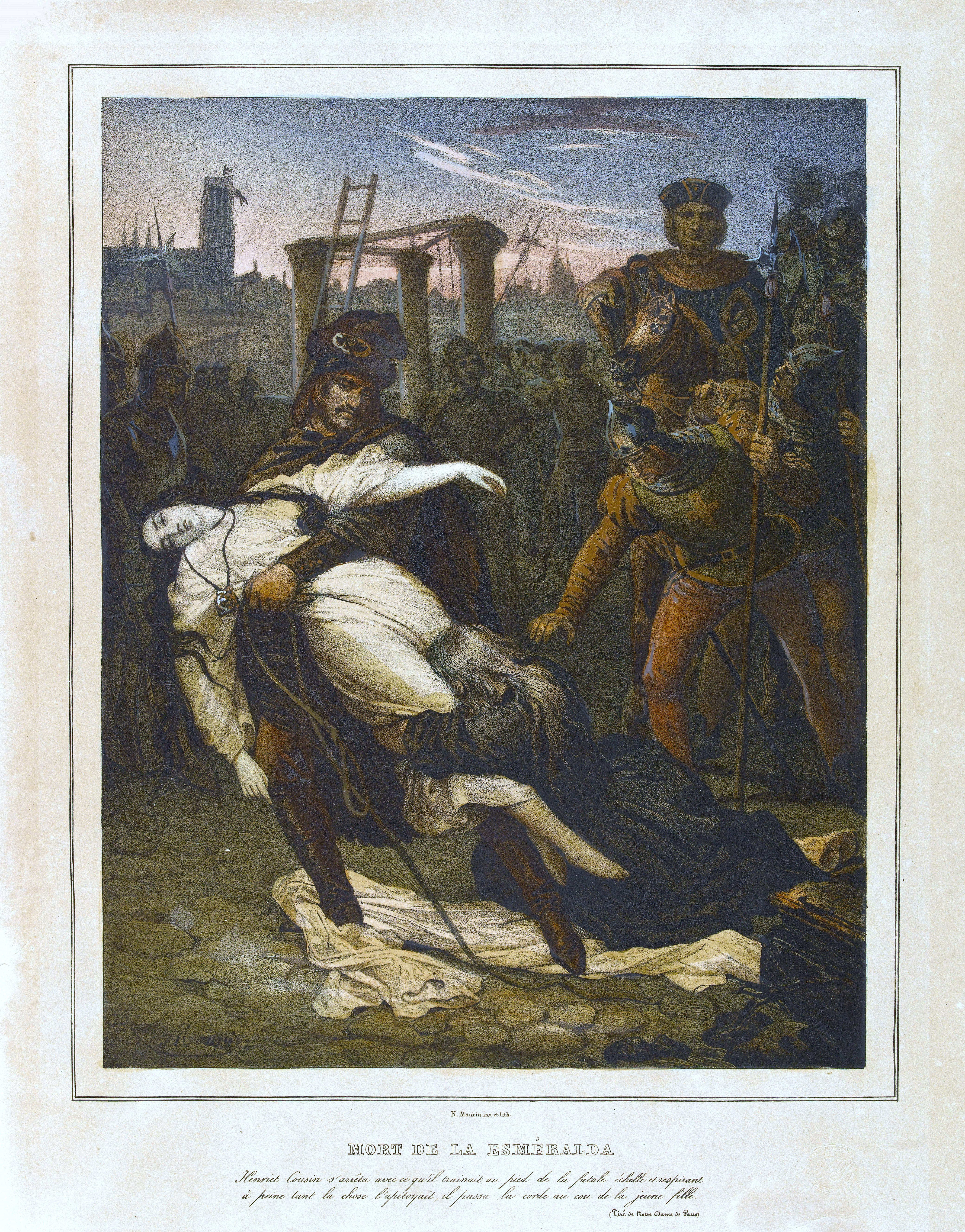
La Esmeralda conduite au gibet.
Lithographie de Maurin, maison de Victor Hugo, 1834.

La dimension politique du roman fournit à Hugo l'occasion d'affirmer, de manière plus ou moins directe, ses convictions politiques sur plusieurs sujets. Le combat le plus explicite mené par l'auteur à l'occasion du roman est un plaidoyer pour la préservation du patrimoine architectural dont la cathédrale Notre-Dame de Paris n'est que l'un des représentants les plus connus, et qui est mis en péril à l'époque du roman par des destructions pures et simples ou par des restaurations qui défigurent l'architecture d'origine des monuments : Hugo poursuit en cela le combat entamé plusieurs années plus tôt, par exemple dans un article qu'il publie en 1825, « Guerre aux démolisseurs ! », dont des rééditions paraissent en 1829 et 1832 (la seconde remaniée et augmentée).
Hugo mène également une réflexion sur la justice : la justice médiévale est présentée dans le chapitre « Coup d'œil impartial sur l'ancienne magistrature » comme une mascarade injuste où l'accusé pauvre est condamné d'avance et est tournée en dérision jusqu'à l'absurde dans une scène de satire féroce (le procès de Quasimodo, accusé sourd condamné par un juge sourd sans que ni l'un ni l'autre n'aient rien compris à l'affaire) ; mais elle est aussi montrée comme soumise à l'irrationnel et à la superstition (le procès d'Esmeralda condamnée pour sorcellerie). De plus, lorsqu'il décrit le gibet de la place de Grève, Hugo donne une évocation effrayante de la peine de mort, qu'il dénonce comme barbare et qu'il affirme destinée à être abolie par le progrès de l'Histoire : il poursuit en cela le combat entamé avec Le Dernier Jour d'un condamné, dont la première édition paraît anonymement en 1829 (avant Notre-Dame de Paris) et qu'il complète d'une préface signée de son nom lors de la réédition de 1832.
Enfin, le roman contient une réflexion politique sur le pouvoir royal à travers le personnage de Louis XI.

### La part du fantastique

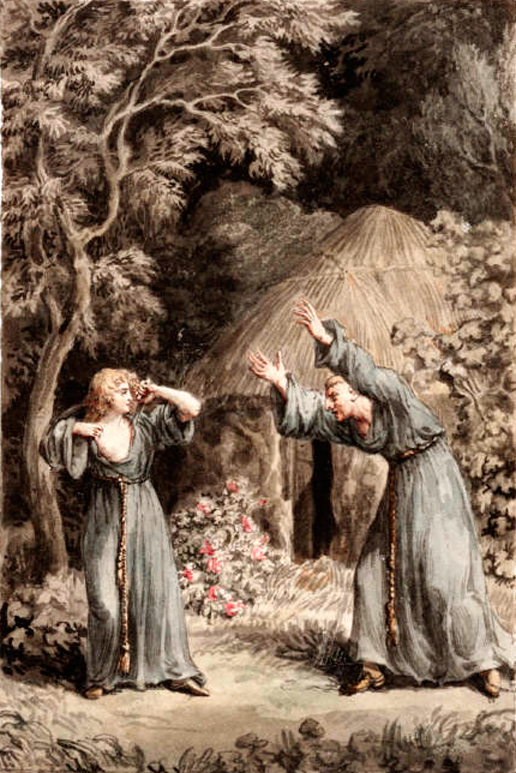
Le Moine de Lewis.
Aquarelle sur papier vélin de Charles Reuben Ryley, vers 1796.

Les dimensions philosophique et politique du roman n'empêchent pas par ailleurs celui-ci d'emprunter en partie ses procédés au roman gothique anglais du XVIIIe siècle, avec la part de fantastique qu'il contient : le principal personnage de Notre-Dame de Paris rattachant le roman à ce genre est l'archidiacre Claude Frollo, qui s'inscrit dans la lignée de la figure de l'homme d'Église maudit et possédé par le démon tel qu'il apparaît dans les textes fondateurs du genre comme Le Moine de Lewis (paru en 1796) ou Melmoth ou l'homme errant de Charles Robert Maturin (paru en 1820). Plusieurs scènes de l'intrigue reprennent des procédés narratifs courants du genre, comme les enlèvements, les enfermements ou la persécution d'un personnage par un autre (en l'occurrence celle d'Esmeralda par Frollo).
Si aucun événement du roman ne relève réellement du surnaturel, les personnages baignent dans un univers de croyances qui provoque leur effroi ou, dans le cas de Frollo, une dérive vers le mal et la folie ; le fantastique réside davantage dans la perception qu'ont les personnages du monde qui les entoure, et que Hugo rend sensible grâce aux procédés de la narration romanesque qu'il emprunte au roman gothique.

## Postérité
Gérard de Nerval, dès 1832, mentionne le roman dans un poème, « Notre-Dame de Paris », où il évoque les hommes de l'avenir qui viendront contempler la cathédrale, « Rêveurs, et relisant le livre de Victor ».
En 1833, l'historien Jules Michelet évoque le roman dans le deuxième tome de son Histoire de France : « Je voulais du moins parler de Notre-Dame de Paris, mais quelqu'un a marqué ce monument d'une telle griffe de lion, que personne désormais ne se hasardera d'y toucher. C'est sa chose désormais, c'est son fief, c'est le majorat de Quasimodo. Il a bâti, à côté de la vieille cathédrale, une cathédrale de poésie, aussi ferme que les fondements de l'autre, aussi haute que ses tours ».
En 1873, Victor Hugo lui-même inspire à l'enfant prodige Clotilde Cerdà i Bosch, fille répudiée de l'architecte barcelonais Ildefons Cerdà, le pseudonyme d'Esmeralda Cervantes, en hommage à l'héroïne de son roman, ce qui lance la carrière de la jeune musicienne en Europe.

#### Commentaires et études

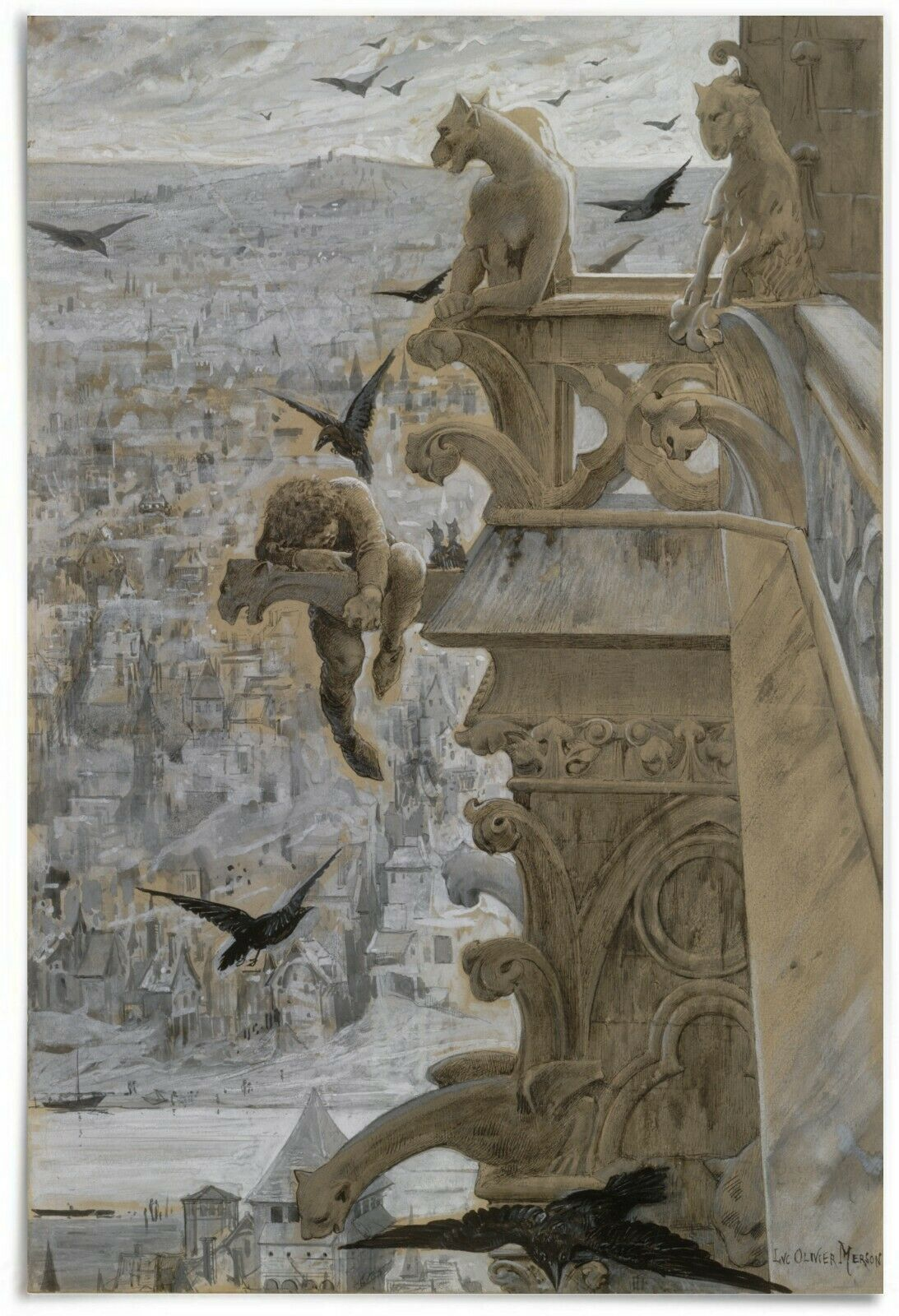
Quasimodo perché sur une gargouille de la cathédrale.
Illustration de Luc-Olivier Merson.

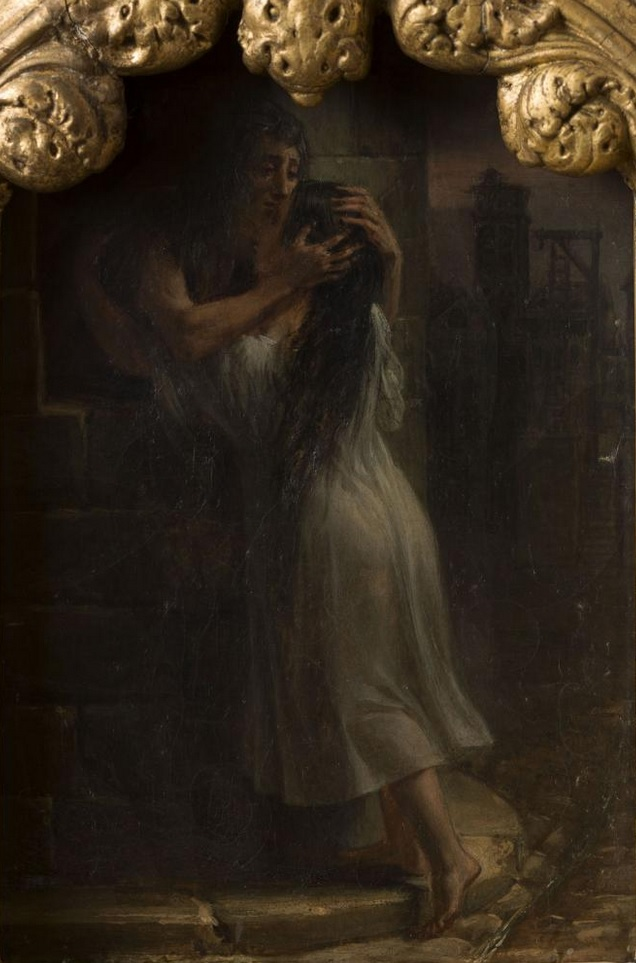
Retrouvailles entre Paquette-la-Chantefleurie et sa fille longtemps perdue.
Détail d'une huile sur toile d'Auguste Couder, maison de Victor Hugo, 1833.